# ブレイザゥルロゥン
ブレイザゥルロゥン (氷語: Breiðárlón、「広い川の湖」の意) はアイスランドにある湖。

## 概要
ブレイザゥルロゥンはヴァトナヨークトル氷河の南端付近にある氷河湖で、ヴァトナヨークトルから分岐したブレイザメルクルヨークトル (Breiðamerkurjökull) 氷河に位置する。ブレイザゥルロゥンからはフィャトルスアゥルロウン (Fjallsárlón) 湖に向かって小さな川が流れている。